# Mortefontaine (Oise)
Mortefontaine je francouzská obec v departementu Oise v regionu Hauts-de-France. V roce 2010 zde žilo 870 obyvatel.

## Vývoj počtu obyvatel
Počet obyvatel 